# Лорето Апрутино
Лорето Апрутино (итал. Loreto Aprutino) је насеље у Италији у округу Пескара, региону Абруцо.
Према процени из 2011. у насељу је живело 3930 становника. Насеље се налази на надморској висини од 298 м.

## Становништво
Према резултатима пописа становништва 2011. у општини је живело 7.619 становника.
| 1931. | 1936. | 1951. | 1961. | 1971. | 1981. | 1991. | 2001. | 2011. |
| ----- | ----- | ----- | ----- | ----- | ----- | ----- | ----- | ----- |
| 7.492 | 8.192 | 9.209 | 8.217 | 7.037 | 6.972 | 7.228 | 7.615 | 7.619 |